# Michelle Hurd
Michelle Hurd, född 21 december 1966 i New York, är en amerikansk skådespelare.
Hurd har bland annat medverkat i filmerna I Spit on Your Grave 3: Vengeance Is Mine och Anyone But You. Hon har även medverkat i TV-serien Star Trek: Picard.

## Filmografi (i urval)
- 2015 – I Spit on Your Grave 3: Vengeance Is Mine
- 2020–2023 –  Star Trek: Picard (TV-serie)
- 2023 – Anyone But You